# Klaw and Erlanger
Klaw and Erlanger était un partenariat de gestion et de production de divertissement conclu par Marc Klaw et Abraham Lincoln Erlanger, basé à New York de 1888 à 1919. Tout en dirigeant leurs propres entreprises théâtrales considérables et multiformes à Broadway, les deux hommes étaient des figures clés du Theatrical Syndicate (en), un lucratif monopole de réservations de théâtre dans tout le pays.
Klaw and Erlanger s'associent en 1888. Progressivement, ils prennent le contrôle du territoire sud, ancré à la Nouvelle-Orleans. Ils dirigent des entreprises alliées, produisent des spectacles à Broadway et possédaient un certain nombre de théâtres. Ils sont copropriétaires du nouveau théâtre Iroquois à Chicago, où se déclenche un incendie catastrophique en 1903 qui fait plus de 600 morts et suscite de vives critiques contre Klaw et Erlanger. La même année, ils ouvrent le New Amsterdam Theatre à New York.
À partir de 1896, Klaw and Erlanger s'associent à d'autres pour former le Theatrical Syndicate, un groupement d'intérêt qui détient un monopole de fait sur l'inscription des artistes de scène dans les théâtres de tous les États-Unis. Mais ce contrôle du marché du théâtre sera bref. Alors que le Syndicat tente d'éloigner le vaudeville « en ne présentant que les meilleurs pièces de qualité », la pression de la famille Shubert et les dénonciations des pratiques du trust forcent le Syndicat à renoncer à une grande partie de son pouvoir en 1910. Après 1910, Klaw and Erlanger continuent à jouer un rôle dans le syndicat qui, des années durant, dispute aux Shubert des parts de marché. Klaw and Erlanger ont également leurs propres productions, expérimentent le vaudeville et se lancent dans la production cinématographique de 1913 à 1916. Leur partenariat prend fin en 1919, restant ensuite actifs de manière indépendante.